# Kompolt
Kompolt is een plaats (község) en gemeente in het Hongaarse comitaat Heves. Kompolt telt 2206 inwoners (2002).